# オリンピック東京大会ファンファーレ
オリンピック東京大会ファンファーレ（英:Fanfare of the Tokyo Games）は、日本の作曲家：今井光也の作品。『東京オリンピック・ファンファーレ』とも呼ばれる。

## 作曲の経緯
1964年に東京で開催される夏季オリンピック（東京オリンピック）の開会式のために、オリンピック組織委員会とNHKにより、ファンファーレの公募が行なわれ、1962年11月22日に、当時諏訪交響楽団の指揮者を務めていた、今井光也による作品が選出された。

## 編成
- B♭管トランペット4パート。

## 初演
1964年東京オリンピックの開会式において、国立霞ヶ丘競技場陸上競技場で陸上自衛隊音楽隊の副隊長玉目利保（三佐）指揮による隊員30名によって初演された。初演の際には、日本管楽器株式会社が特別に製作した「ニッカン・ファンファーレ・トランペット」が用いられた。

## 作品の概要
本作品は、わずか8小節の作品である。冒頭2小節において、変ロ→変ホ→ヘ→変イ→変ロ、という、B♭7sus4の分散和音を上昇する音形が、和声を伴わずにユニゾンで奏され、つづいて、この旋律がE♭7sus4の分散和音で奏されるときに、初めて二声に分れる。続く6小節目、7小節目は、3連符主体のリズムを三声で繰り返す。最後の2小節でようやく四声となり、祝典音楽としては珍しく、ヘ短調の主和音に終結する。
なお、本作品を「日本の陰旋法を用いた作品である」とする紹介があるが、正しくは、本作品はヘ調自然短音階で書かれている。

## 録音
陸上自衛隊中央音楽隊によるものをはじめ、録音はいくつか存在するが、古関裕而作曲の「（東京）オリンピック・マーチ」とセットで収録されていることがほとんどである（基本的には「ファンファーレ」と「マーチ」が続けて収められており、大部分の収録CDのトラック自体は、1曲ずつ区切られている）。

## その他
今井の出身地である長野県で開催された1998年長野オリンピックの表彰式に於いて、セントラルスクゥエアで実施された表彰式用ファンファーレの冒頭に、作曲者の田中賢によって引用された。